# 油泼面
油泼面是一种陕西特色面食，其制作方法较为简单省时，是一种老少皆宜的面食。

## 制作方法
首先，在根据面条量在锅中加入适当水，将水煮沸腾，将手工制作的面条（可以是拉条子 或者扯面）在开水中煮熟后捞在碗里。如果有需要加到面条之中的蔬菜，在捞出面条之后可以接着将蔬菜煮熟。所有面条以及蔬菜准备好之后，将各种辅料：葱花碎（依据个人偏好决定是否添加）、香菜碎（依据个人偏好决定是否添加）、蒜碎（依据个人偏好决定是否添加）、花椒粉、盐、味精、辣椒碎依据个(人偏好决定是否添加)铺在面条上，然后用烧热的食用油浇在所添加的辅料上。随后根据个人口味添加醋等调味品即可食用。
此外，油泼面可加入西红柿鸡蛋、腊汁肉酱、牛肉酱等辅料一起食用，即二合一油泼面、三合一油泼面 五合一油泼面等。